# Il migliore (film)
Il migliore (The Natural) è un film del 1984 diretto da Barry Levinson, tratto dal romanzo omonimo di Bernard Malamud.

## Trama
Nel Nebraska del 1910, il giovane Roy Hobbs impara a giocare a baseball da suo padre, che subisce un infarto fatale nei pressi di una quercia. Quando un fulmine colpisce lo stesso albero, frantumandolo, Hobbs crea una mazza da baseball dal legno, incidendo a fuoco un fulmine e il nome "Wonderboy" sulla mazza.
Poi a 19 anni, Hobbs si reca a Chicago per un provino con i Chicago Cubs, lasciandosi alle spalle la sua ragazza, Iris. Durante il viaggio sul treno, incontra un leggendario giocatore di baseball detto "Trebbia" e lo scrittore sportivo Max Mercy. Durante una sosta ad un carnevale, Hobbs vince una scommessa eliminando Trebbia in tre strike. La prodezza attira l'attenzione di Harriet Bird, una donna misteriosa che viaggiava anche sul treno che in precedenza si era interessata di Whammer (il Martello).
A Chicago, Harriet invita Hobbs nella sua camera d'albergo. Lei chiede se l'affermazione di Hobbs secondo cui può essere "il migliore che ci sia mai stato" è vera, e lui lo afferma con sicurezza. Harriet punta una pistola contro Hobbs e gli spara all'addome. Si scopre che Harriet in precedenza aveva preso di mira altri atleti di spicco e che poi sarebbe morta suicida con la stessa arma con cui ha sparato al ragazzo.
Sedici anni dopo, nel 1939, Hobbs firma come battitore per i Knights, un club disastroso e molto in difficoltà, in fondo alla classifica. L'allenatore Pop Fisher è furioso che Hobbs sia stato ingaggiato, ritenendolo troppo vecchio. Inizialmente si rifiuta di far giocare a Hobbs ma alla fine cede. Al suo primo allenamento in battuta, Hobbs stupisce l'intera squadra con i suoi potenti colpi. Nella partita seguente, Pop mette in panchina l'esterno e star della squadra Bump Bailey dopo una giocata superficiale. Come sostituto chiama Hobbs, che alla battuta stacca letteralmente la copertura della palla. Poco dopo, Bailey muore tragicamente schiantandosi contro un muro di campo esterno, portando Hobbs a diventare battitore partente. Hobbs diventa l'attrazione e le fortune dei Knights girano. Mercy, che ha assistito, trova Hobbs familiare ma non riesce a riconoscerlo come il lanciatore che una volta umiliò il Martello.
L'assistente allenatore Red Blow dice a Hobbs che se quest'anno Pop non vince il titolo della National League, la sua quota di proprietà dei Knights tornerà al proprietario di maggioranza della squadra, il Giudice, e Pop sarà definitivamente fuori dallo sport. Hobbs incontra privatamente il Giudice che gli offre 5.000 dollari per falsare la stagione, come aveva fatto Bump Bailey in precedenza. Hobbs, a differenza di Bailey, rifiuta la bustarella.
Mercy presenta Hobbs a Gus Sands, un allibratore che piazza grandi scommesse contro di lui. Incontra anche la nipote di Pop, Memo Paris, che era la ragazza di Bump. La loro relazione in erba si traduce in una distrazione del gioco di Hobbs. Pop avverte privatamente Hobbs di Memo, che sembra lavorare per il Giudice, anche se Hobbs respinge le sue preoccupazioni.
La crisi di Hobbs continua fino a quando, durante una partita contro i Cubs a Wrigley Field, una donna in bianco si alza in piedi nelle gradinate, catturando l'attenzione di Hobbs. Quindi colpisce la palla, facendo un fuoricampo, frantumando l'orologio sul tabellone. Si rende conto che la donna è Iris, e in seguito i due si incontrano in una tavola calda. Discutono delle loro rispettive vite, anche se Hobbs evita di menzionare ciò che gli è successo. Quando si incontrano il giorno successivo, Hobbs dice a Iris la verità. Iris, che non è sposata e lavora a Chicago, condivide il fatto che ha un figlio il cui padre vive a New York City. La riunione ripristina l'abilità di colpire di Hobbs e i Knights salgono al primo posto. Durante una sessione di prove, Mercy osserva il lancio di Hobbs e improvvisamente lo ricorda.
A una festa di gruppo Hobbs, avvelenato da Memo, si accascia per il dolore e si sveglia in un ospedale. Un proiettile d'argento rimosso dal suo stomaco ha causato danni a lungo termine che potrebbero rivelarsi fatali se Hobbs continua a giocare a baseball. Viene a sapere che da allora i Knights hanno perso tre partite di fila, il che porta ad una partita playoff contro i Pittsburgh Pirates. Memo visita Hobbs in ospedale e lo esorta ad accettare la bustarella del giudice, che è stata quadruplicata, e ad andarsene. Il giudice dice a Hobbs di considerare la sua offerta e minaccia di esporre pubblicamente il passato di Hobbs e rivela che un altro membro del team viene corrotto. Hobbs respinge nuovamente l'offerta del giudice. Quando Iris visita Hobbs, gli assicura che non ha sprecato il suo potenziale ed è un grande giocatore di baseball.
Hobbs, che si sta ancora riprendendo, ritorna nella squadra e vuole giocare. Pop dice a Hobbs che è il miglior giocatore che abbia mai visto e gli dice di vestirsi. Mentre il gioco procede, Hobbs si rende conto che il lanciatore dei Knights Al Fowler è il giocatore corrotto. Hobbs lo affronta sul monte di lancio, chiedendogli di non falsare il gioco. Fowler inizia a lanciare in modo competitivo e i Knights rimangono in partita. Iris, sulle tribune con suo figlio, supplica un addetto di consegnare a Hobbs, che si trova in panchina, un biglietto, in cui scrive che ha portato il figlio (di cui Hobbs è il padre) a vederlo giocare.
Nel nono inning, i Knights inseguono i Pirates quando questi ultimi schierano un giovane lanciatore che lancia molto forte. Questi, vedendo che Hobbs è ostacolato dalla sua vecchia ferita, lancia all'interno cercando di fargli del male. Hobbs colpisce una palla in foul ma l'ha colpita così forte che la sua mazza Wonderboy, si spezza. Hobbs chiede a Bobby Savoy, l'addetto alle mazze, di portargliene una vincente. Bobby gli porta la sua mazza, la "Savoy Special", costruita da lui con l'aiuto di Hobbs. Al suo ultimo strike, con la ferita sanguinante attraverso la sua maglia, Hobbs colpisce la palla, spedendola nei fari dello stadio, vincendo la partita e il titolo della National League. I Knights avanzano alle World Series, anche se il risultato non viene rivelato.
La vittoria assicura la quota di Pop della squadra e il suo possesso della stessa. Nella scena finale, Hobbs gioca con suo figlio nello stesso campo in cui lui e suo padre giocavano molti anni prima; nel mentre Iris li osserva.

## Produzione
Il film è stato prodotto dalla TriStar Pictures, che l'ha anche presentato, e dalla Delphi II Productions. La colonna sonora è stata composta dalla Warner Bros. Records, mentre i costumi sono stati forniti dalla Sportsrobe. Il budget per la realizzazione della pellicola ammonta a circa 28000000 $. Le scene sono state ambientate a Culver City (California), a New York City (New York), Stafford, South Dayton, Buffalo, e Fredonia, dal 1º agosto 1983 all'ottobre dello stesso anno.

## Tagline
Le tagline per il film sono le seguenti:
- The best there was!
- Boyhood dreams, a bat made from a tree struck by lightning and most importantly, a never-ending passion for the game.
- He lived for a dream that wouldn't die.
- From an age of innocence comes a hero for today.

## Distribuzione
Il film è stato distribuito negli Stati Uniti l'11 maggio 1984; in Argentina il 28 giugno con il nome El mejor; in Giappone il 25 agosto; in Finlandia il 31 agosto come Voittajan paluu; in Francia è stato presentato a settembre al Festival del cinema americano di Deauville e distribuito nelle sale cinematografiche il 19 settembre come Le meilleur; in Portogallo il 13 settembre come Um Homem Fora de Série; in Svezia (Den bäste) e in Uruguay (El mejor) il 14 settembre; nelle Filippine il 15 settembre; in Australia e nei Paesi Bassi il 20 settembre; in Danimarca (Den bedste) e in Germania Ovest (Der Unbeugsame) il 12 ottobre; in Irlanda il 19 ottobre; in Brasile il 29 marzo 1985 come Um Homem Fora de Série; in Corea del Sud il 24 dicembre 1986.

### Divieto
Il film è stato vietato ai minori di 6 anni in Germania Ovest; minori di 7 in Svezia; 12 in Norvegia e Portogallo; 14 in Brasile. In Australia, Singapore, Regno Unito, e Stati Uniti d'America la Motion Picture Association of America (MPAA), il film è stato invece valutato PG (parents cautioned suggested), ovvero adatto a bambini di età da 10 anni in su per la visione non accompagnata, mentre i bambini minori di 10 anni richiedono l'accompagnamento dei genitori o tutori.

## Accoglienza
La pellicola nel primo week-end di apertura in patria ha incassato 5088381 $, e l'incasso totale negli Stati Uniti è ammontato a circa 48 milioni di dollari.
Il film è stato accolto positivamente dal pubblico: su IMDb ha un punteggio medio di 7.5/10, su MYmovies di 3/5, su Comingsoon di 4.1/5 e su FilmTV di 6.8/10.

## Riconoscimenti
- Premi Oscar 1985[13]
  - Nomination Miglior attrice non protagonista per Glenn Close
  - Nomination Migliore fotografia per Caleb Deschanel
  - Nomination Migliore scenografia per Angelo Graham, Mel Bourne, James J. Murakami, Speed Hopkins e Bruce Weintraub
  - Nomination Migliore colonna sonora per Randy Newman
- Golden Globe 1985
  - Nomination Migliore attrice non protagonista per Kim Basinger
- Awards of the Japanese Academy 1985
  - Nomination Miglior film in lingua straniera
- Casting Society of America 1985
  - Nomination Miglior Casting per un lungometraggio per Ellen Chenoweth
- 1985
  - Miglior composizione strumentale per Randy Newman
- Hochi Film Awards 1984
  - Miglior film in lingua straniera per Barry Levinson
- Writers Guild of America Award
  - Miglior sceneggiatura basato sul materiale di un altro supporto per Phil Dusenberry e Roger Towne